# Balalaika

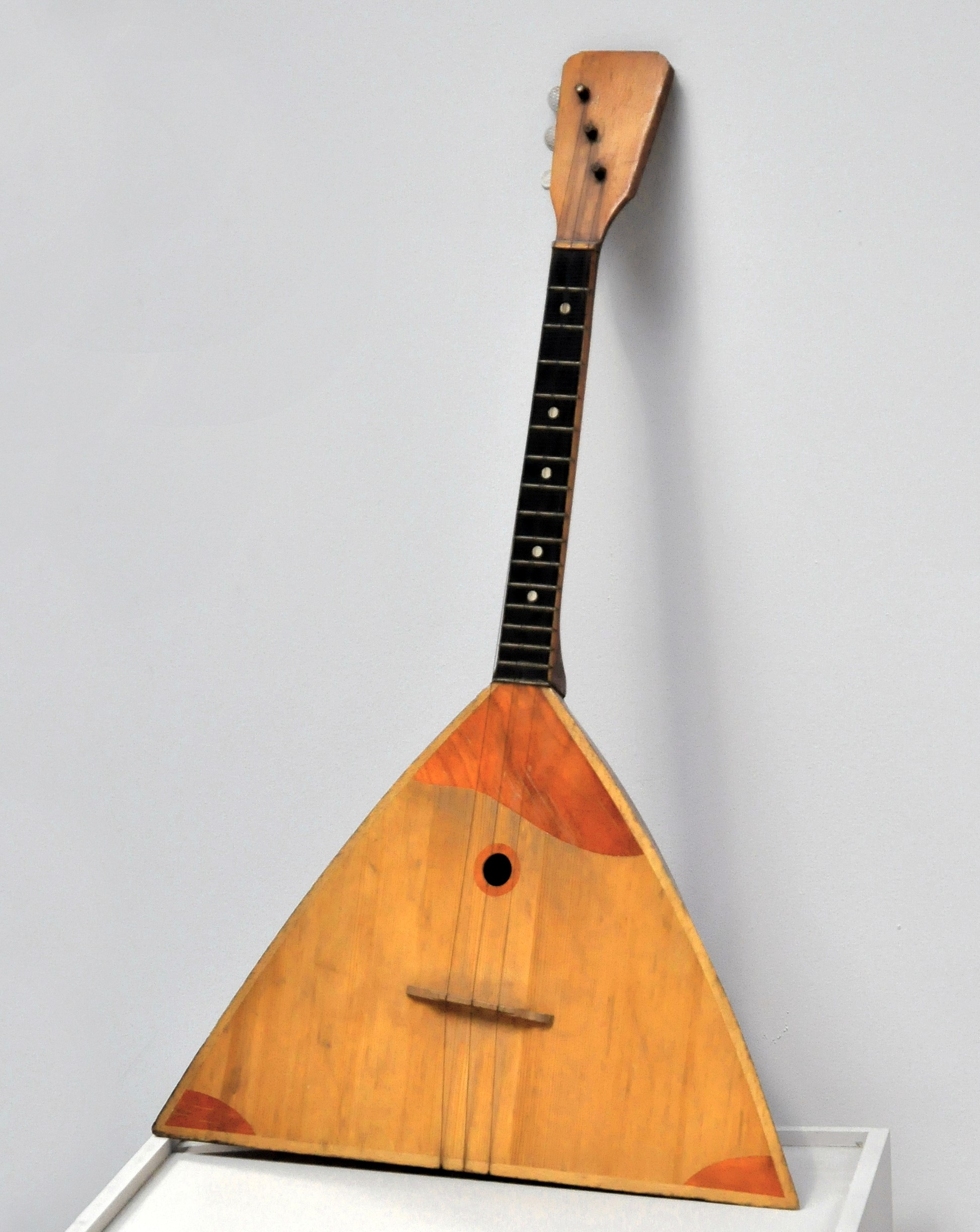
Balalaika

Die Balalaika (russisch балалайка, Mehrzahl Balalaiken oder Balalaikas) ist eine Schalenlanghalslaute, die vor allem in Russland gespielt wird. Das Zupfinstrument hat drei Saiten, seltener drei Doppelsaiten, und einen dreieckigen Resonanzkörper mit sehr kleinem Schallloch. Im Westen ist die Balalaika vor allem als charakteristisches Instrument der russischen Volksmusik bekannt. In Russland gilt sie darüber hinaus als vollwertiges Instrument der E-Musik, das ähnlich wie die Gitarre auch an Hochschulen studiert werden kann.

## Herkunft
Möglicherweise wurden Lauteninstrumente von den Mongolen aus Zentralasien nach Russland gebracht. Die Balalaika bis zum 19. Jahrhundert war mit der wohl im 17. Jahrhundert eingeführten zentralasiatischen Langhalslaute Dombra verwandt. Frühe Darstellungen zeigen die Balalaika mit zwei bis sechs Saiten. Die frühen Balalaikas waren mit verschiebbaren Bünden versehen, wie es bei der türkischen Saz bis heute üblich ist. Im Laufe der Jahrhunderte entwickelte die Balalaika ihren charakteristischen dreieckigen Korpus und bekam einen kürzeren Hals. Die erste namentliche Erwähnung stammt aus dem Jahr 1688, als laut einem Protokoll zwei Personen festgenommen wurden, weil sie „auf der Straße Balalaika spielten und sangen“. Im Jahr 1715 wurden Balalaikas im Hoforchester von Peter dem Großen erwähnt.
Die Balalaika war jahrhundertelang ein beliebtes Instrument auf dem russischen Land, besonders bei den Skomorochi, einer Art von Gauklern, die den Zaren, die russische Kirche und die Gesellschaft aufs Korn nahmen. Aus diesem Grund war das Balalaikaspiel wiederholt verboten worden.
Mit Balalaikas werden hauptsächlich Volkslieder oder Tänze begleitet. Im späten 19. Jahrhundert begann der russische Adlige Wassili Wassiljewitsch Andrejew (1861–1918) das kleinbäuerliche Volksmusikinstrument Balalaika für die Nutzung im klassischen Orchester zu standardisieren. Er entwickelte zusammen mit Instrumentenbauern die verschiedenen Größen und deren Stimmungen, wie sie heute auch bei großen Balalaikaorchestern verwendet werden, die Transkriptionen von leichteren klassischen Werken spielen. Andrejew brachte auch zwei weitere alte russische Instrumente wieder in Gebrauch: die Domra, ein dreisaitiges Melodieinstrument, und die Gusli, eine Brettzither mit dreieckigem oder trapezförmigem Korpus.

## Bauform
Wie alle Lauteninstrumente besteht die Balalaika aus einem Korpus und einem damit verbundenen Hals. Der Hals endet an einem Wirbelkasten mit seitenständigen Wirbeln. Für den dreieckigen Korpus mit einem flach gewölbten Boden gibt es zwei Konstruktionsweisen:
- Den Passierbskij-Stil, bei dem der Korpus aus sieben Segmenten besteht. Auf diese Art wurden die ersten chromatischen Balalaikas gebaut.
- Der Nalimoff-Stil: Hier besteht der Korpus aus sechs Segmenten. Auf diese Art wird der Großteil der heutigen Balalaikas gebaut.

Darüber hinaus gibt es vor allem bei der Prim-Balalaika eine Reihe von Varianten:
- Konzertinstrumente haben mindestens 24, manche 27 und maximal 31 Bünde, die obersten aber nur für die A-Saite. Das Griffbrett verjüngt sich dann einseitig bis zur Mitte des Schalllochs.
- Volksinstrumente sind einfacher konstruiert: Es gibt nur 16 Bünde und dadurch einen entsprechend kleineren Tonumfang. Auch fehlt das Schlagbrett.

Prim-Balalaikas gibt es auch in einer doppelchörigen Form. Diese haben dann sechs Saiten und einen volleren Klang, die Stimmung ist aber gleich. Kontrabass und Subkontrabass der Balalaika haben wegen ihrer Größe einen Stachel, auf dem sie stehen.
In der Sowjetunion wurde der Großteil der Balalaikas in zwei Fabriken gebaut: Lunatscharskij in St. Petersburg legte Wert auf hellere Klangfarben, während Instrumente von Experimentalnaja in Moskau einen dunklen, volleren Klang haben. Reichhaltige Verzierungen wie Bemalung sind ein Indiz für ein Souvenir-Instrument, bei dem wenig Wert auf einen guten Klang gelegt wurde.

## Stimmlagen
Die moderne Balalaika gibt es in sechs Stimmlagen: Piccolo, Prim, Sekund, Alt, Bass sowie eine für Kontrabass und Subkontrabass. Sie kommen im Balalaika-Orchester zum Einsatz, die Piccolo nur in reinen Balalaika-Ensembles.

### Übersicht von Balalaiken
| Balalaika                 | Stimmung der Saiten | Tonumfang   | Spielweise          |
| ------------------------- | ------------------- | ----------- | ------------------- |
| Piccolo                   | h1, e2, a2          | h1 bis a4   | Zeigefinger         |
| Prim (Volksinstrument)    | e1, e1, a1          | e1 bis cis3 | Zeigefinger         |
| Prim (Konzertbalalaika)   | e1, e1, a1          | e1 bis e4   | Zeigefinger         |
| Sekund                    | a, a, d1            | a bis f2    | Daumen, Zeigefinger |
| Alt                       | e, e, a             | e bis c2    | Daumen, Zeigefinger |
| Bass                      | E, A, d             | E bis gis   | Plektrum            |
| Kontrabass, Subkontrabass | E1, A1, D           | E1 bis b    | Plektrum            |

Die Subkontrabassbalalaika hat die gleiche Stimmung wie die Kontrabassbalaleika, erzielt aber durch einen größeren Klangkörper einen volleren Klang.
Die Saiten sind bei den drei kleinsten Formen gemischt aus Darm (heute meist Nylon) und Stahl, bei den größeren aus Stahl und umwickeltem Stahl.

## Spielweise
Die Balalaika wird wie eine Gitarre angeschlagen und kann Akkorde und Melodien spielen. Die kleinen Balalaikas spielen gewöhnlich die Melodie. Weil sie keine langen Töne halten können, erzeugt sie der Spieler durch mehrmaliges rasches Anschlagen der Saite. Eine charakteristische Technik des Balalaikaspiels besteht darin, mit dem linken Daumen die tiefen Saiten von oben zu greifen (insbesondere beim Spielen von Akkorden). Dadurch ist es möglich, bei gleich bleibendem Fingersatz sowohl die Melodiestimme als auch eine dazu harmonierende Stimme zu spielen, die der Melodie im Abstand einer Terz folgt. Wann immer der Daumen die beiden tieferen Saiten greift, können die vier übrigen Finger ganz ohne Beeinträchtigung den Melodielauf spielen. So kann man bei langsameren Passagen jeden einzelnen Melodieton harmonisieren, bei schnelleren Passagen jeden zweiten oder vierten.
Bekannte Balalaikaspieler sind Michail Ignátieff (1910–1991), Bibbs Ekkel (* 1946) und Alexei Archipowski (* 1967). Außerhalb Russlands verwenden unter anderem die norwegische Folk-Rock-Band Katzenjammer und die Berliner Band Cosmonautix Balalaikas.

### Prima
Die wichtigsten Spieltechniken auf der Balalaika Prima sind:
- Die Strichspielart: Mit der Kuppe des rechten Zeigefingers wird gleichmäßig über alle Saiten aufwärts und abwärts geschlagen
- Das Tremolo wird ebenso, nur schneller ausgeführt
- Pizzicato wird abwärts mit dem Daumen und aufwärts dem Zeigefinger ausgeführt

Das Vibrato, das mit der Kante der rechten Hand unterhalb des Stegs ausgeführt wird, das Pizzicato der linken Hand sowie Glissando und Flageoletts ergeben ein reichhaltiges Repertoire an Ausdrucksmöglichkeiten.

### Secunda und Alt
Hier wird für Einzeltöne der Daumen, für Akkorde der Zeigefinger oder ein Plektrum verwendet. Diese Größen kommen nur im Balalaikorchester für Begleitfunktionen zum Einsatz.

### Bass und Kontrabass

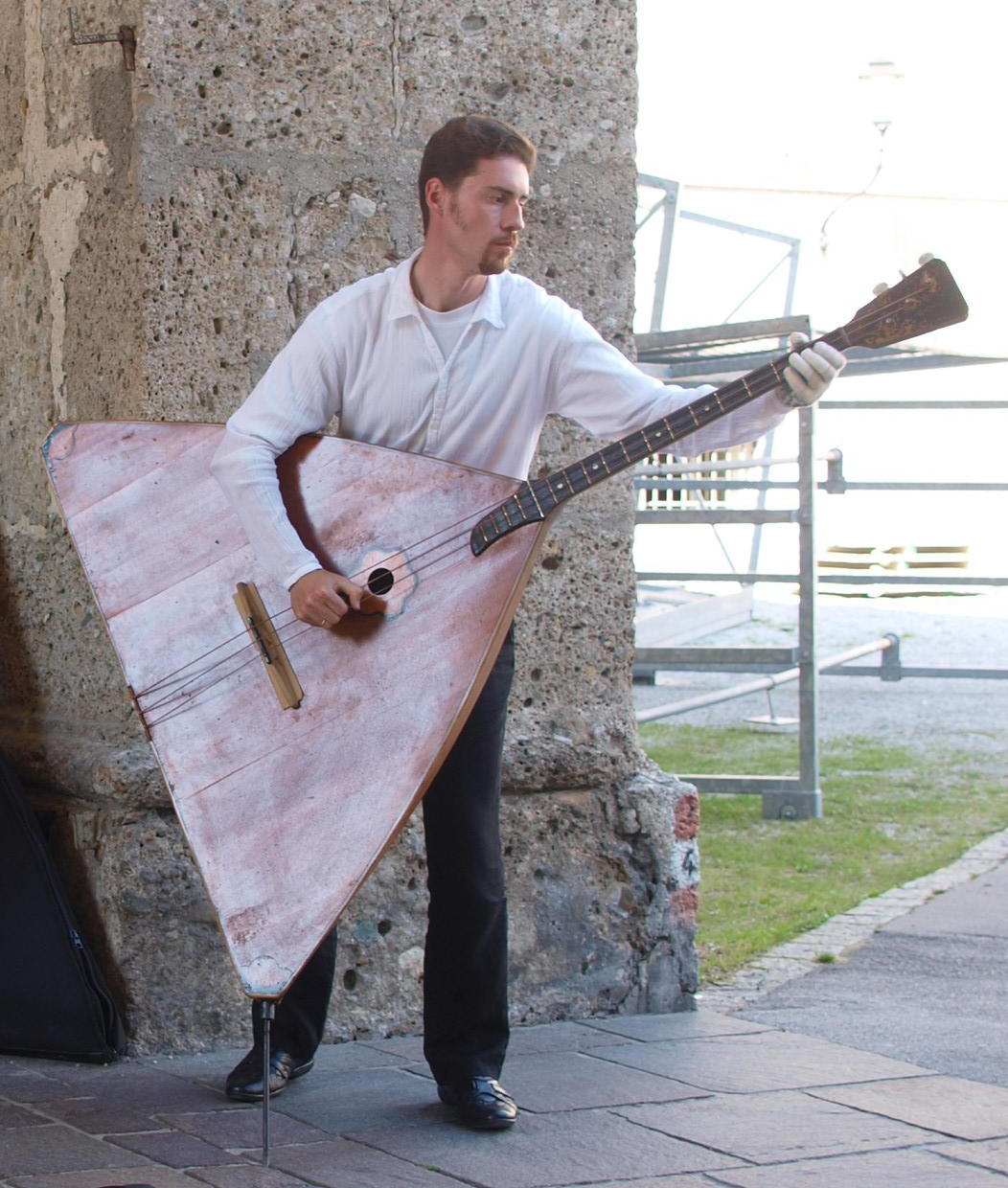
Kontrabassbalalaika

Die größten Instrumente der Balalaikafamilie werden mit einem Plektrum aus Schuhleder gespielt. Im Orchester bilden sie die klangliche Basis, sie werden aber auch in kleinen Ensembles wie einem Trio aus Prim und Bass sowie Bajan, dem russischen Akkordeon, verwendet. In der Folk-Pop-Band Katzenjammer gehört eine Bassbalalaika fest zum Sound.